# Khi hoa tình yêu nở
Khi Hoa Tình Yêu Nở (tiếng Hàn: 화양연화 – 삶이 꽃이 되는 순간; Hanja: 花樣年華 - 삶이 꽃이 되는 瞬間; Romaja: Hwayangyeonhwa: Salmi kkochi doeneun sun-gan; dịch nghĩa đen: "The Most Beautiful Moment in Life: The Moment Life Becomes a Flower") là một bộ phim truyền hình Hàn Quốc năm 2020 với sự tham gia của Yoo Ji-tae, Lee Bo-young, Park Jin-young và Jeon So-nee. Phim được phát sóng trên tvN vào mỗi thứ Bảy và Chủ nhật lúc 21:00 từ ngày 25 tháng 4 đến ngày 14 tháng 6 năm 2020.Tại Việt Nam, phim được phát sóng lúc 12:30 từ thứ 2 đến thứ 7 hàng tuần từ ngày 6/7/2020 trên kênh HTV7 với độ dài 44 tập (22 phút/tập), 21:00 từ 18/1/2023 đến 15/2/2023 trên kênh HTV2 với độ dài 22 tập (45 phút/tập).

## Tóm tắt
Khi hoa tình yêu nở kể về Han Jae-Hyun (Yoo Ji-Tae) là một người đàn ông ngoài 40 tuổi. Anh ấy đẹp trai, tham vọng, và là một doanh nhân thành đạt, anh theo đuổi sự giàu có và danh tiếng. Khi anh còn là sinh viên đại học (Jin Young) ở độ tuổi 20, anh như bao nhiêu người khác, nhiệt huyết và đam mê, anh tham gia các phong trào sinh viên. Mối tình đầu của anh vào khoảng thời gian đó là Yoon Ji-Soo (Jeon So-nee). Anh gặp Yoon Ji-Soo (Lee Bo-young) lần đầu tiên sau nhiều năm xa cách khi cả hai đã có sự nghiệp riêng. Yoon Ji-Soo là một phụ nữ ở độ tuổi 40. Cô ấy là một người mẹ và một nhân viên hợp đồng. Cuộc sống của cô bây giờ không dễ dàng như vậy. Han Jae-Hyun là mối tình đầu của cô ấy khi cô ấy ở tuổi 20. Họ gặp lại nhau lần đầu tiên sau nhiều năm và có khoảnh khắc đẹp thứ hai trong đời.

## Diễn viên

### Vai chính
- Yoo Ji-tae vai Han Jae-hyun[3]
  - Park Jin-young vai Jae-hyun lúc trẻ[3]
- Lee Bo-young vai Yoon Ji-soo[3]
  - Jeon So-nee vai Ji-soo lúc trẻ[3]

### Vai phụ

#### Những người xung quanh Ji-soo
- Jang Gwang vai Yoon Hyung-gyu, mẹ của Ji-soo
- Lee Jong-nam vai Jung Sook-hee
- Chae Won-bin vai Yoon Ji-young
- Go Woo-rim vai Lee Young-min

#### Những người xung quanh Jae-hyun
- Moon Sung-keun vai Jang San
- Park Si-yeon vai Jang Seo-kyung
- Park Min-soo vai Han Joon-seo
- Kang Young-suk vai Kang Joon-woo
- Kim Ho-chang vai Jung Yoon-gi
- Nam Myung-ryul vai Han In-ho, bố của Jae-hyun
- Son Sook vai Lee Kyung-ja, mẹ của Jae-hyun

#### Các nhân vật khác
- Woo Jung-won vai Yang Hye-jung
  - Park Han-sol vai young Hye-jung
- Lee Tae-sung vai Joo Young-woo
  - Byung Hun vai young Young-woo[4]
- Min Sung-wook vai Lee Dong-jin
  - Eun Hae-sung vai young Dong-jin
- Kim Joo-ryung vai Sung Hwa-jin
  - Han Ji-won vai young Hwa-jin
- Kim Young-hoon vai Lee Se-hoon
- Kim Young-ah vai Choi Sun-hee

## Tỷ lệ người xem
| 1 | 25 tháng 4 năm 2020 | 5.431% | 6.297% |
| 2 | 26 tháng 4 năm 2020 | 4.400% | 5.670% |
| 3 | 2 tháng 5 năm 2020  | 5.420% | 6.235% |
| 4 | 3 tháng 5 năm 2020  | 4.209% | 4.862% |
| 5 | 9 tháng 5 năm 2020  | 4.209% | 5.233% |
| 6 | 10 tháng 5 năm 2020 | 3.891% | 4.612% |
| 7 | 16 tháng 5 năm 2020 | 3.896% | 4.782% |
| 8 | 17 tháng 5 năm 2020 | 4.104% | 5.180% |
| 9 | 23 tháng 5 năm 2020 | 3.772% | 4.446% |
| 10 | 24 tháng 5 năm 2020 | 3.739% | 4.329% |
| 11 | 30 tháng 5 năm 2020 | 4.301% | 4.885% |
| 12 | 31 tháng 5 năm 2020 | 3.878% | 4.320% |
| 13 | 6 tháng 6 năm 2020  | 4.128% | 4.990% |
| 14 | 7 tháng 6 năm 2020  | 3.655% | 4.379% |
| 15 | 13 tháng 6 năm 2020 | 4.842% | 5.429% |
| 16 | 14 tháng 6 năm 2020 | 4.514% | 5.200% |
| Trung bình | Trung bình          | 4.274% | 5.053% |
| - Trong bảng trên đây, số màu xanh biểu thị cho tỷ lệ người xem thấp nhất và số màu đỏ biểu thị cho tỷ lệ người xem cao nhất:. - Bộ phim này được phát sóng trên hệ thống các kênh truyền hình cáp/trả phí nên số lượng người xem thấp hơn so với truyền hình miễn phí (ví dụ như KBS, SBS, MBC hay EBS). |                     |        |        |